# 玩家

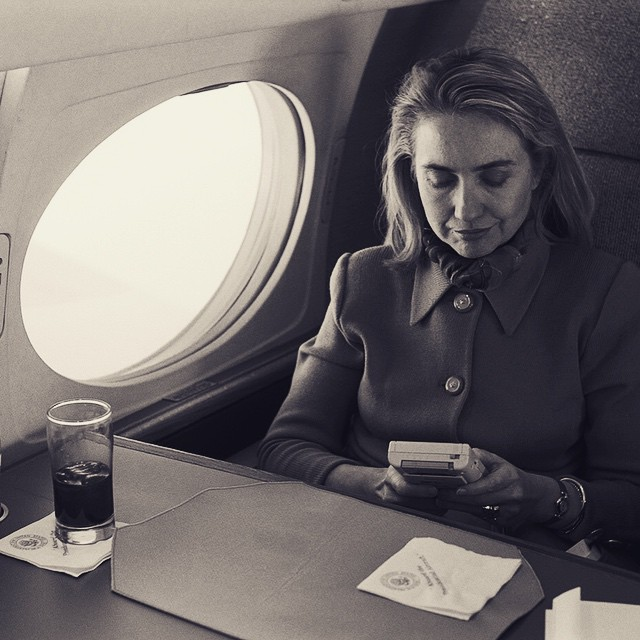
1993年希拉里·克林顿於專機上玩GameBoy。狹義上所有遊玩電玩的人都是玩家

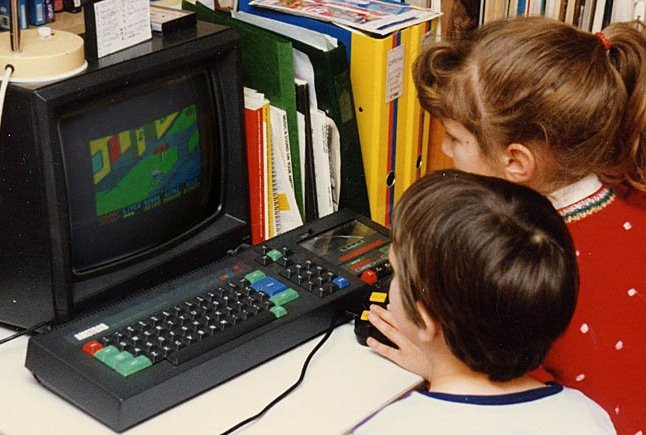
1988年遊玩CPC464的玩家

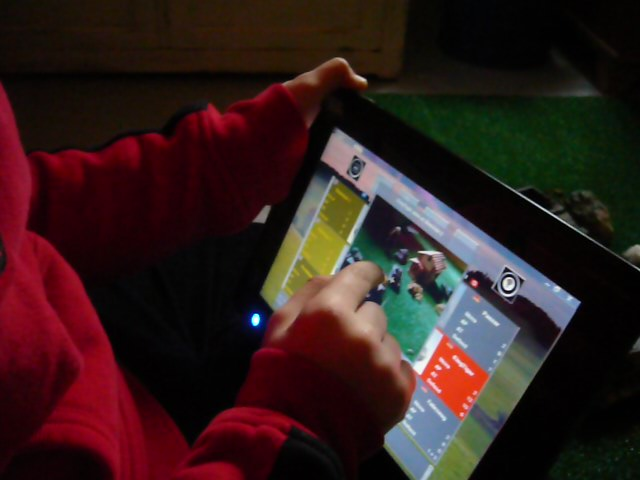
現代的網路手機遊戲玩家

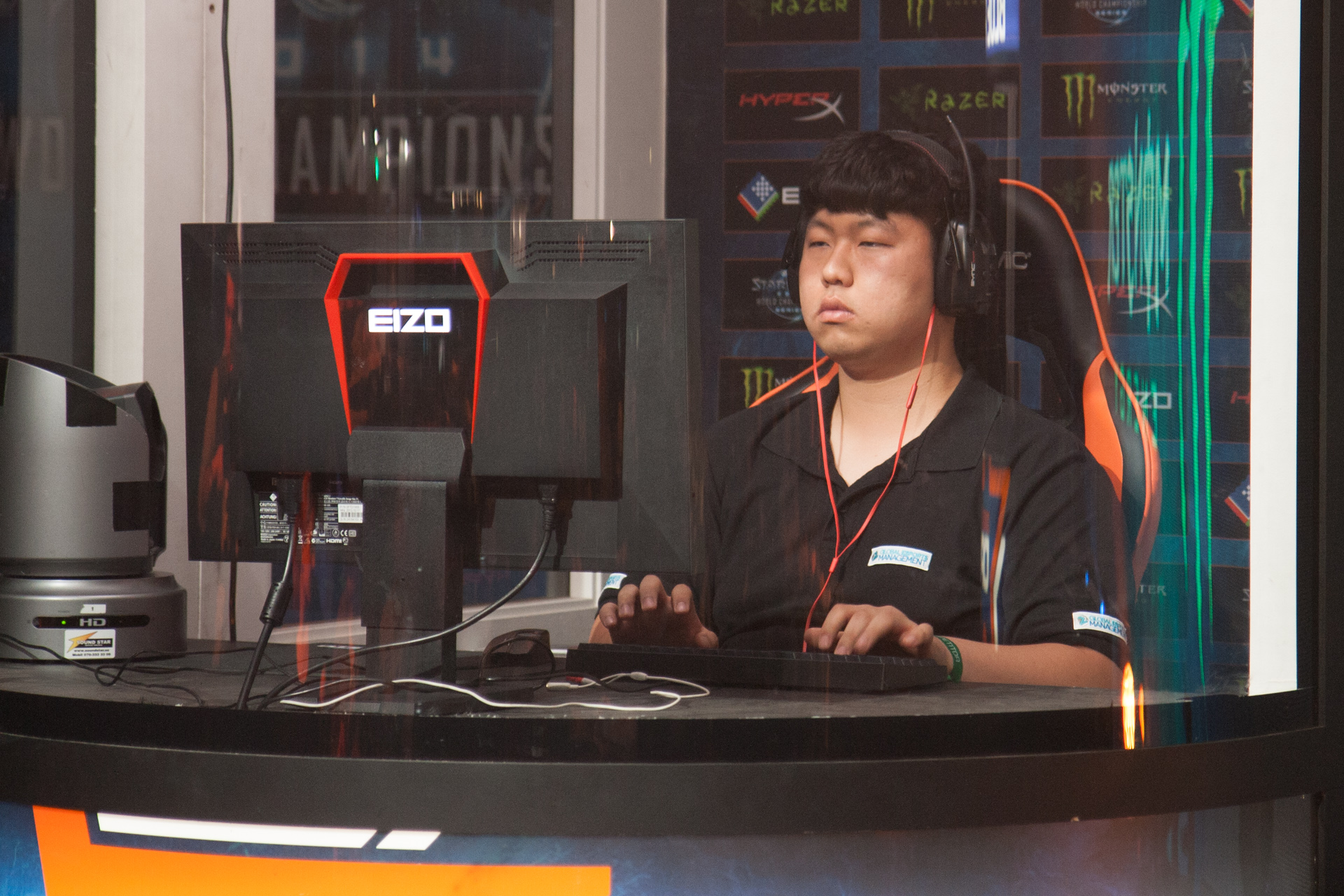
職業電競選手

玩家，或稱遊戲玩家及遊戲者（英語： 或Gamer），是在指遊玩各類遊戲的人，遊玩遊戲最初是一種業餘愛好，但現今已演變成一項職業，以此為業者稱為職業玩家。世界各地均有形形色色的遊戲玩家社群，透過實際的聚會或網際網路相互交流。

## 詞源
英文「Gamer」的辭源是「Gambler」（賭徒），最早在1422年開始就已經開始使用，當時英格蘭沃爾索爾的法律提到了這個詞。這個詞後來在美國被用於角色扮演遊戲之中，從原本指稱的賭徒轉變成遊玩桌上遊戲或電子遊戲的人

## 類型
一直以來，世界各地各界人士對遊戲玩家不同類型的名稱及定義並沒有普遍的共識。然而人們仍可較為粗略地按遊戲玩家對提升個人遊戲等級的貢獻、喜愛參與的遊戲類型、玩同一款遊戲所花的遊戲時間、對遊戲的熟悉程度等包含各界分類的共同元素的分類方式劃分玩家的類型。

### 具共同元素的類型
- 休閑玩家（英語：Casual gamer）
- 核心玩家（英語：Core gamer）
- 遊戲發燒友（或稱硬核玩家）
- 職業玩家（英語：Pro gamer）

### 其它類型及名稱
- 新手（或稱小白，英語：、noob或newb）
- 老手
- 骨灰級玩家：通常為對於某個遊戲有特別愛好,熟練程度遠超過一般資深玩家的人可以稱之為骨灰級玩家,對於遊戲本身不單純在於達到高分,以各種難以想像的技巧破關也是這類玩家的特色

## 玩家群遷移
玩家群遷移，又稱為「跳伺服器」。引發此現象的原因很多，例如：
1. 地區化授權的代理商，因故遲遲未改版，導致玩家集體跳往已改版地區的伺服器。
2. 在有些遊戲中，具有老手優勢的設計，也就是早期進入遊戲伺服器者，可在遊戲中取得壓倒性的優勢。當遊戲官方開新伺服器時，就會導致在舊伺服器中被欺壓的弱勢玩家遷移。
3. 基於社群同伴的號召。

## 外部連結
- "Player" - 搜索 Google 圖書
- "玩家" - 搜索 Google 圖書